# Volker Weingraber
Volker Weingraber (* 3. Dezember 1942 in Berlin) ist ein ehemaliger V-Mann des Berliner Verfassungsschutzes. In den 1970ern arbeitete der damalige Zuhälter und Kleinkriminelle als Informant unter den Tarnnamen Wien und Karl Heinz Goldmann für den Verfassungsschutz und lieferte vor allem Informationen über die Terrororganisation Bewegung 2. Juni.

## Leben
Volker Weingraber ist ein Sohn von Herbert Weingraber, Professor an der TU Braunschweig, und Enkel des k.u.k. Oberstleutnants im Infanterie-Regiment Nr. 102 Stefan Weingraber, der 1916 durch Kaiser Franz Joseph als „Edler von Grodek“ in den erblichen österreichischen Adelsstand erhoben wurde. Nach dem Untergang der österreichisch-ungarischen Monarchie ging der Familie mit dem Adelsaufhebungsgesetz 1919 die Nobilitierung wieder verloren.
Volker Weingraber gab sich als Mitglied der Bewegung 2. Juni aus und stellte den Kontakt zu Brigitte Heinrich her, für die er nach Mailand gehen und Kontakt mit den Roten Brigaden aufnehmen sollte.

## Ulrich Schmücker
Im Juni 1974 wurde der Berliner Student Ulrich Schmücker, ebenfalls ein V-Mann des Berliner Verfassungsschutzes, mutmaßlich als Verräter erschossen. In dem über 15 Jahre dauernden Schmücker-Prozess wurde bekannt, dass Weingraber den gemeinsamen V-Mann-Führer Michael Grünhagen wenige Tage vor dem Mord über die akute Bedrohung Schmückers informiert hatte. Nach dem Mord übergab Weingraber diesem die Tatwaffe, die daraufhin in einem Tresor des Verfassungsschutzes verschwand und erst im Mai 1989 wieder auftauchte. Diese und weitere Verstrickungen des Verfassungsschutzes führten schließlich 1991 zur ergebnislosen Einstellung des Prozesses.

## Weiteres Geschehen
1979 wurde Weingrabers Agententätigkeit in der Öffentlichkeit publik, woraufhin er 500.000 D-Mark erhielt, um unterzutauchen und sich eine neue Existenz aufzubauen. Von dem Geld kaufte er sich in der Toskana ein Weingut. Als 1986 auch diese Tarnung aufflog und der Verfassungsschutz Racheakte befürchtete, erhielt er 1987 noch einmal 450.000 Mark für einen erneuten Identitätswechsel. Allerdings blieb Weingraber in Italien und investierte das Geld in sein Weingut. Die Berliner Finanzverwaltung klagte seit 1994 vor einem Zivilgerichtshof in Florenz gegen Weingraber auf Rückzahlung des 1987 gezahlten Geldes. Während des Prozesses erklärte Weingraber, dass ihm ein erneutes Untertauchen unmöglich gewesen sei, denn nur er selbst habe neue Papiere erhalten, nicht jedoch seine Frau und deren Sohn. Im Frühjahr 2002 verlor das Land Berlin das Verfahren, weil das Geld ohne jegliche Verpflichtung übergeben worden sei, und ebenso die Revision, wegen eines angeblichen prozessualen Formfehlers.